# Yevguenia Rúdneva
Yevguenia «Zhenia» Maksímovna Rúdneva (en ruso: Евге́ния Макси́мовна Ру́днева, en ucraniano: Євге́нія Макси́мівна Ру́днєва; Berdiansk, RSS de Ucrania, 24 de mayo de 1921 -  cerca de Kerch, Unión Soviética, 9 de abril de 1944) fue una astrónoma y aviadora militar soviética. Durante la Segunda Guerra Mundial, fue la navegante principal del 588.º Regimiento de Bombardeo Nocturno, apodado por los alemanes «Brujas de la Noche». Murió en combate en 1944 cerca de Kerch en Crimea, mientras realizaba una operación de bombardeo nocturno contra las tropas alemanas. Se le concedió póstumamente el título de Heroína de la Unión Soviética. Antes de la guerra fue astrónoma, jefa del Departamento Solar de la rama de Moscú de la Sociedad Astronómica y Geodésica de la URSS.

## Biografía

### Infancia y juventud
Yevguenia Rúdneva nació el 24 de mayo de 1921 en la localidad ucraniana de Berdiansk en la gobernación de Yekaterinoslav (actual óblast de Zaporiyia), RSS de Ucrania en el seno de la familia de un telegrafista ucraniano; era hija única. Aunque cuando aún era muy pequeña, en 1930, su familia se mudó al asentamiento de Saltykovka, localidad de Balashija, en el óblast de Moscú, (ahora dentro de los límites de la ciudad de Moscú) donde pasó su infancia y juventud.
El amor de Zhenya por la ciencia se despertó en la escuela. Estaba especialmente fascinada por la astronomía. Desde el noveno grado, comenzó a estudiar en un círculo astronómico. Y pronto Zhenia tuvo un fuerte deseo de ser astrónomo.
En 1938, se graduó de la escuela secundaria de Saltykovka con honores y se convirtió en estudiante de la Facultad de Mecánica y Matemáticas de la Universidad Estatal de Moscú. Gracias a su extraordinario trabajo, se convirtió rápidamente en una de las mejores estudiantes del curso en la universidad. estudió en dicha facultad hasta octubre de 1941, cuando se ofreció como voluntaria para servir en el Ejército Rojo.

### Segunda Guerra Mundial
En octubre de 1941, ingresó en la Escuela de Aviación Militar de Engels, en el óblast de Sarátov, para convertirse en navegante en el 588.º Regimiento de Bombardeo Nocturno, uno de los tres regimientos de aviación formados por mujeres, fundados por Marina Raskova y liderado por la mayor Yevdokía Bershánskai. El regimiento estaba  formado íntegramente por mujeres voluntarias, desde los técnicos hasta los pilotos, todas ellas de una edad cercana a los veinte años.
El 23 de mayo de 1942, después de completar su entrenamiento, el regimiento fue transferido a la 218.ª División de Bombarderos nocturnos del Frente Sur (estacionado en el aeródromo de la aldea de Trud Gornyaka cerca de Voroshilovgrado). La propia Marina Raskova las acompañó hasta su destino y luego dio un conmovedor discurso de despedida antes de regresar a Engels. En su nuevo destino el regimiento quedó adscripto al 4.º Ejército Aéreo al mando del mayor general Konstanín Vershinin.
Con dicho regimiento participó en la Batalla del Cáucaso. El 8 de febrero de 1943, el 588.º Regimiento de Bombardero Nocturno recibió el rango de Guardias y pasó a llamarse 46.º Regimiento de Bombardeo Nocturno de la Guardia, y un poco más tarde recibió el nombre honorífico de «Taman» por su destacada actuación durante los duros combates aéreos en la península de Tamán, en 1943 (véase Batalla del cruce del Kubán). Desde 1943, fue miembro del Partido Comunista de la Unión Soviética.
El recién renombrado regimiento fue integrado en la 325.º División Aérea de Bombarderos Nocturnos, del 4.º Ejército Aéreo al mando del coronel general de aviación Konstantín Vershinin, inicialmente integrado en el Frente Sur (teniente general Rodión Malinosski), hasta el 28 de julio de 1942 que fue disuelto, luego, el 4.º Ejército Aéreo, fue transferido al Frente Transcaucásiaco al mando del general del ejército Iván Tiulenev y en 1944, al 4.º Frente Ucraniano. 
En total durante la guerra, voló en más de 645 misiones de combate nocturno en el viejo y lento biplano Polikarpov Po-2, destruyendo puentes, trenes, tropas y equipo militar del enemigo. Durante la guerra, voló en misiones de bombardero en los frentes del Cáucaso del Norte, así como en la batalla del cruce del Kubán, en la operación Kerch-Eltigen y finalmente en la ofensiva de Crimea donde fue derribada.
Yevguenia Rúdneva murió la noche del 9 de abril de 1944 mientras realizaba, junto con la piloto Praskovya «Panna» Prokofyeva, una de las nuevas pilotos que se acababan de incorporar al regimiento, una misión de combate nocturno al norte de la ciudad de Kerch en Crimea, alcanzada por fuego antiaéreo enemigo: aun así, fue capaz de lanzar con precisión su carga de bombas sobre la acumulación de tropas enemigas antes de que su avión cayera al suelo ardiendo. Fue enterrada en la ciudad de Kerch en el cementerio militar Conmemorativo. No se encontraron restos del avión, y solo después de la guerra se supo que los residentes locales habían recogido los cuerpos de las dos pilotos muertas. Fueron confundidas con hombres y enterradas en una fosa común, en su tumba escribieron: «Aquí yace un piloto desconocido». Posteriormente, fueron enterradas de nuevo y se les erigió un monumento en el cementerio de Kerch.
Por su destacada actuación en el desempeño de las actuaciones de combate, en el frente contra los invasores alemanes y por el coraje y heroísmo mostrado en el cumplimiento del deber. El Presídium del Sóviet Supremo de la URSS, mediante decreto del 26 de octubre de 1944, le concedió, a título póstumo, la Medalla de Oro de Héroe de la Unión Soviética y la Orden de Lenin.
En una carta, fechada el 19 de octubre de 1942, que escribió al profesor Serguéi Blazhkó, director del Departamento de Astrometría de la Universidad Estatal de Moscú, escribió que la primera bomba que lanzara contra los nazis sería en venganza al bombardeo de la Facultad de Mecánica y Matemáticas en el invierno de 1941. Así mismo, añadió que estaba defendiendo el honor de la universidad.
En 1937, cuando aún estaba estudiando en la escuela secundaria de Saltykovka, escribió en su diario: «Sé firmemente que llegará el momento en que podré morir por la causa de mi pueblo ... si es necesario, iré a defender mi Patria ...»

## Condecoraciones y honores
|  | Heroína de la Unión Soviética (26 de octubre de 1944)           |
|  | Orden de Lenin (26 de octubre de 1944)                          |
|  | Orden de la Guerra Patria de 1.er grado (25 de octubre de 1943) |
|  | Orden de la Estrella Roja (9 de septiembre de 1942)             |
|  | Orden de la Bandera Roja (27 de abril de 1943)                  |

Se construyeron varios monumentos en su honor en Moscú (en el parque Sokolniki), en la escuela n.º 15 en Kerch y enfrente de la escuela secundaria de Saltykovka (donde estudió en su infancia). El asteroide (1907) Rudneva perteneciente al cinturón de asteroides descubierto el 11 de septiembre de 1972 por el astrónomo soviético Nikolái Chernyj, así como una escuela en Kerch y varias calles en su localidad natal de Berdyansk, en Kerch, en Moscú y en Saltykovka fueron nombradas en su honor.

## Galería de fotos
A continuación se muestran algunos de los monumentos conmemorativos erigidos en honor de Yevguenia Rúdneva.

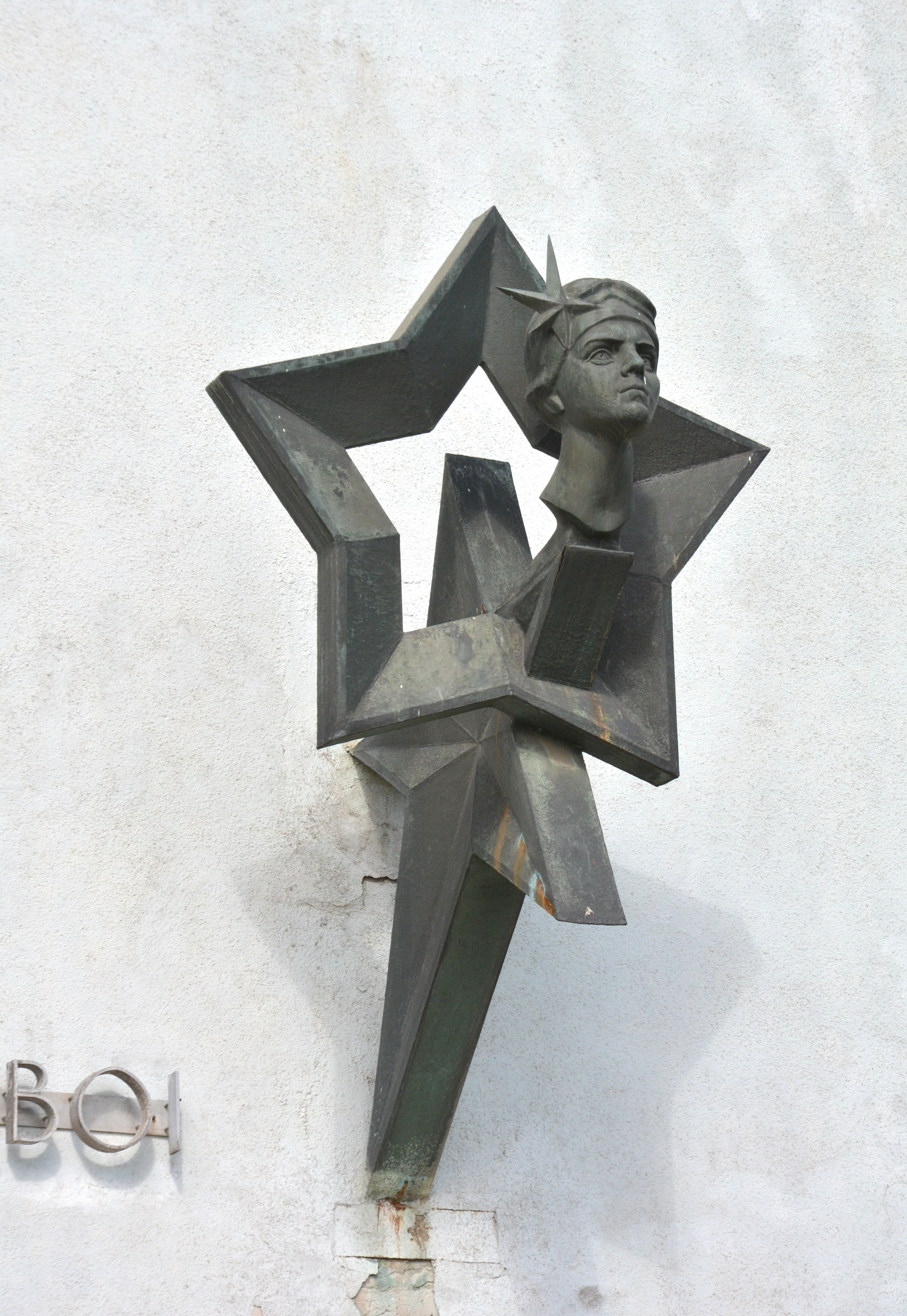
Monumento a Yevguenia Rúdneva en su localidad natal de Berdyansk, Ucrania.
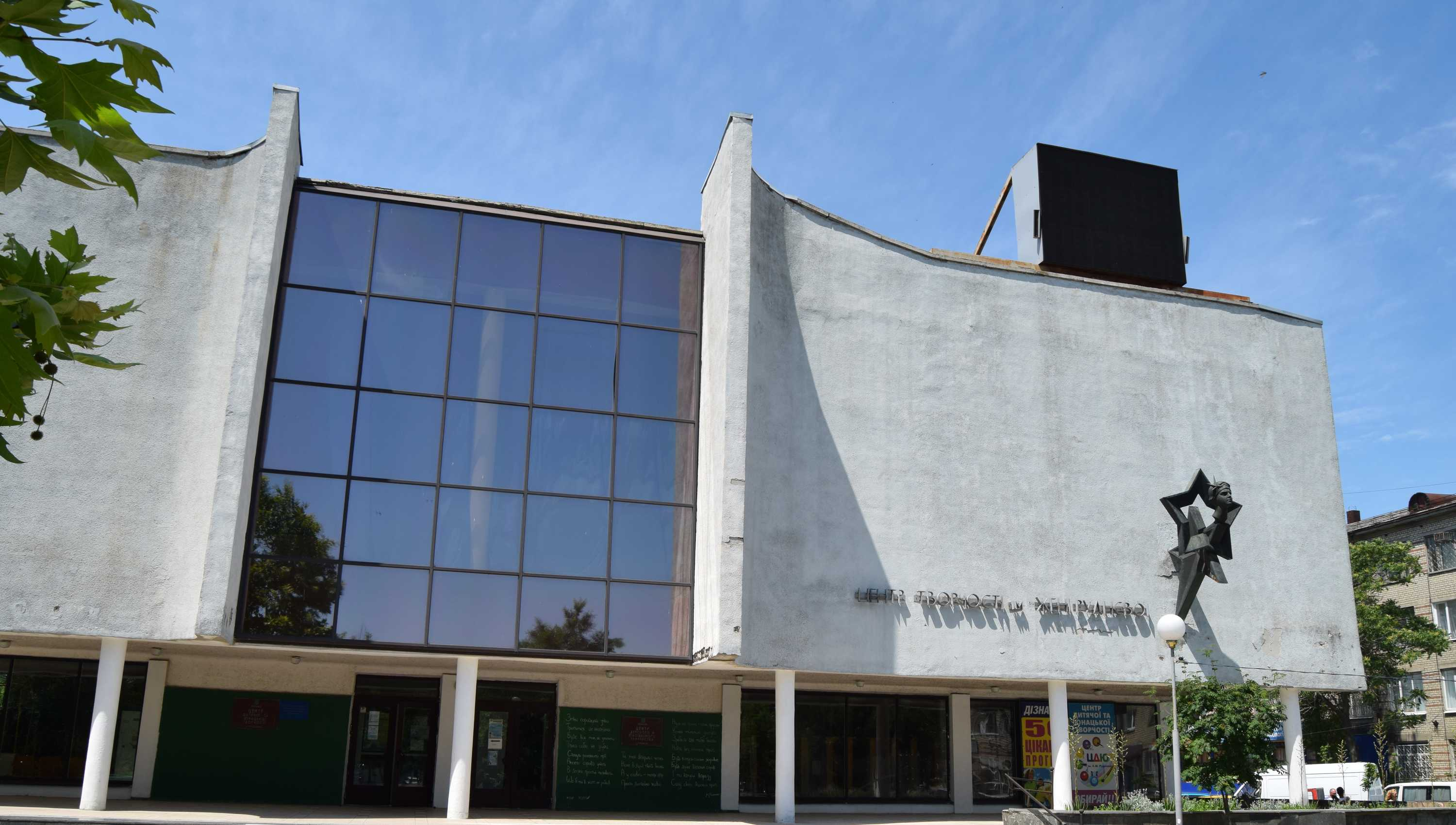
Vista general del mismo monumento.
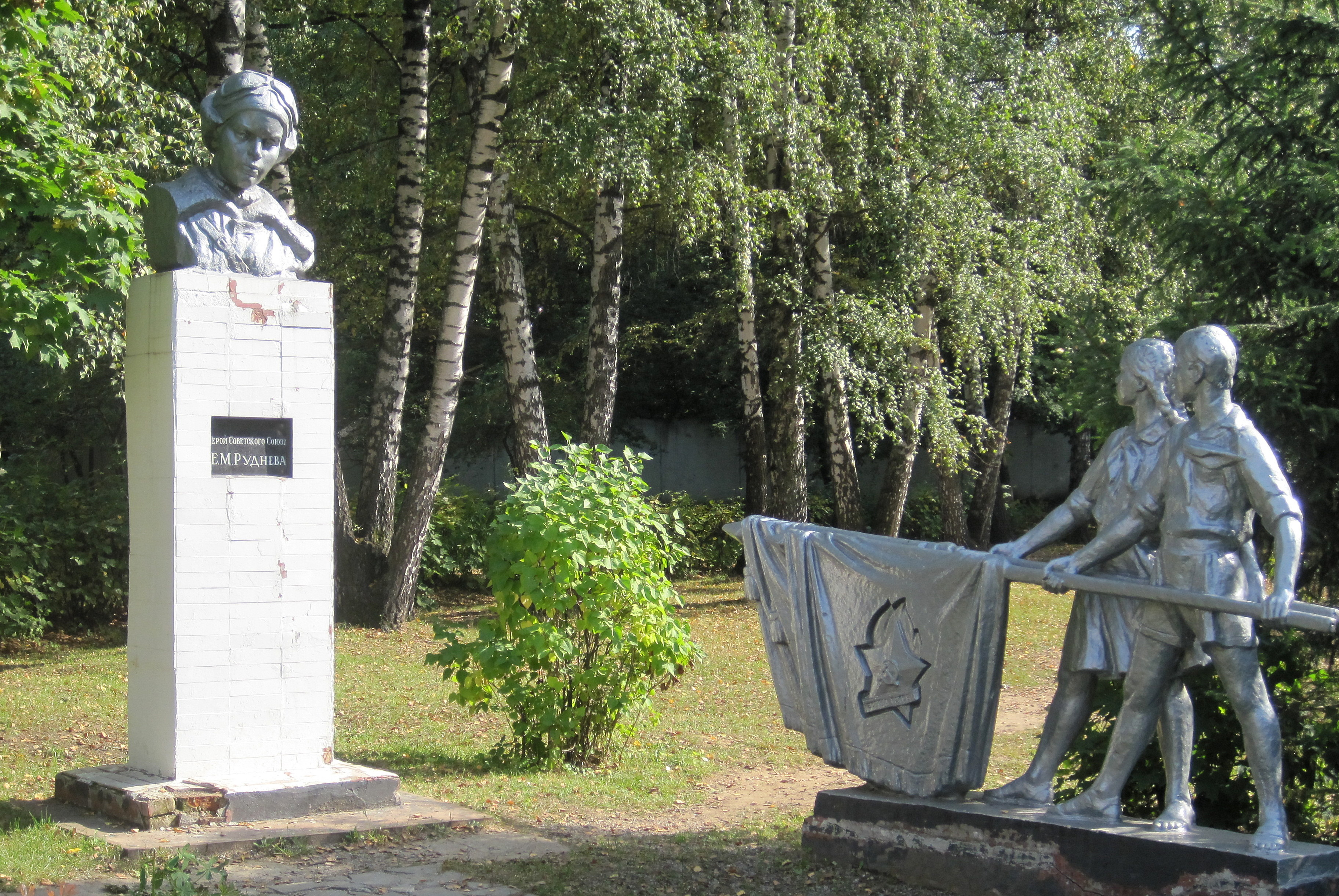
Monumento a Yevguenia Rúdneva en el patio de la escuela N.º 14, en Saltykovka, localidad de Balashija, óblast de Moscú.
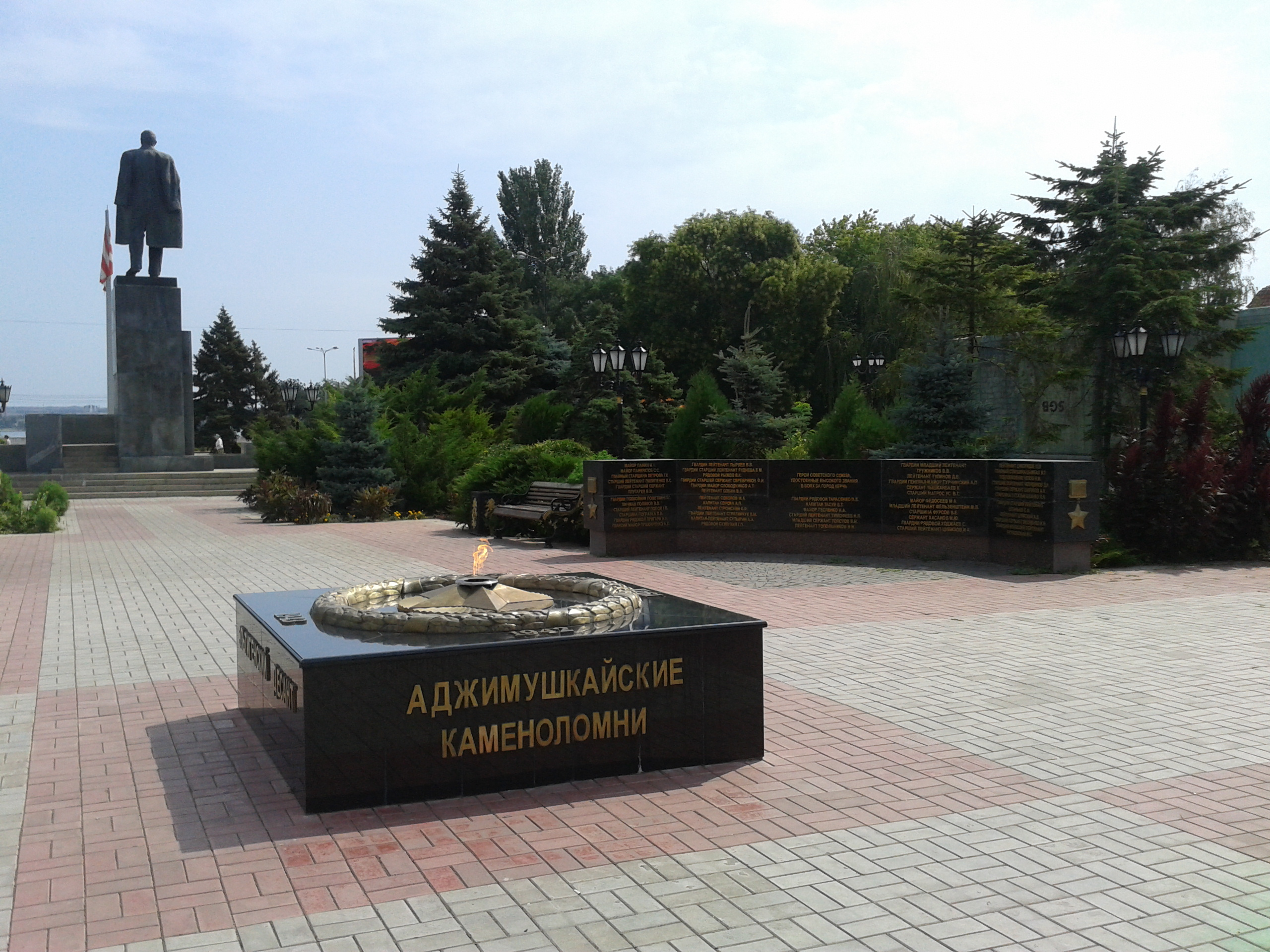
Monumento a los caídos en la liberación de Kerch, Crimea.
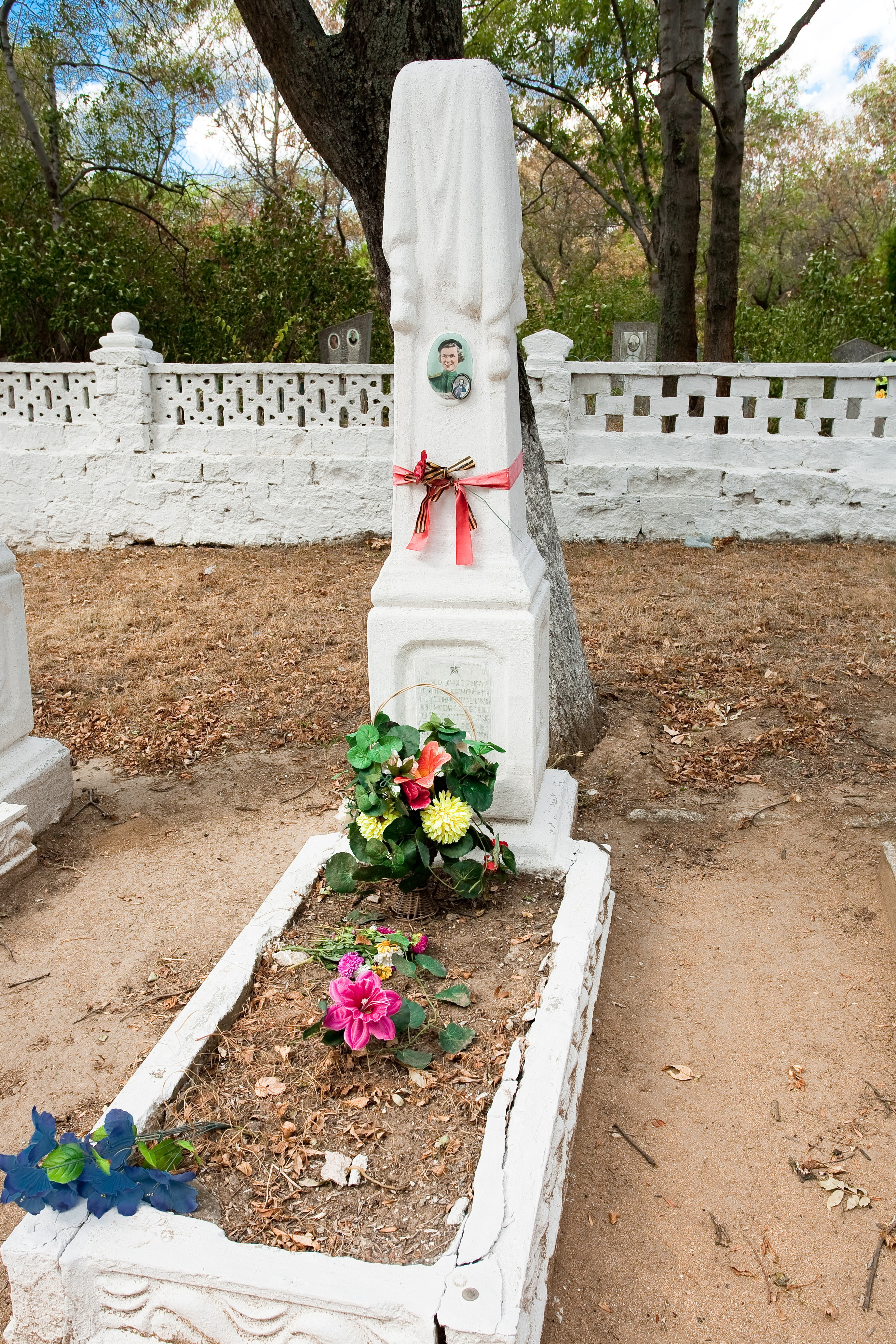
Tumba de Yevguenia Rúdneva en Kerch, Crimea.